# 過去のTBS系列番組の一覧
過去のTBS系列番組の一覧（かこのティービーエスけいれつばんぐみのいちらん）ではTBSテレビ（TBS）とその主な系列局で過去に放送されたテレビ番組および、過去の放送枠時間帯を、以下に列記する。
尚、現在放送中の番組については「TBSテレビ番組一覧」を参照のこと。

## 表記
- ※HDはハイビジョン制作の番組である。
- ☆印はCS放送・TBSチャンネルで現在放送中あるいは過去（1回だけの放送を含む）に放送されていた番組である。
- ★印の番組はTBSニュースバード、BS表記のある番組はBS-TBSでも放送している番組。

## 報道・情報系番組

### ニュース・情報ワイド番組
- THE NEWS (TBS・JNN)※HD

#### 朝の時間帯
- JNNおはようニュース&スポーツ
- JNN8時のニュース
- JNNニュースコール
- あなたにオンタイム→JNNニュースオンタイム
- おはよう天気5:00（通称・おは天）
- お天気クジラ
- おはようクジラ
- いちばん!エクスプレス
- エクスプレス
- いちばん!
- おはよう!グッデイ
- ウォッチ!
- みのもんたの朝ズバッ!
  - みのもんたのサタデーずばッと
- あさチャン!
  - 報道LIVE あさチャン!サタデー
- まるっと!サタデー

#### 昼の時間帯
- JNNニュース1130
- ニュースフロント

#### 夕方の時間帯
- JNNテレビ夕刊
- JNNニュースコープ
- テレポートTBS6（首都圏ローカル）
- JNNニュースの森
- イブニング・ファイブ※HD
  - JNNイブニング・ニュース
- イブニングワイド
- 総力報道!THE NEWS

#### 夜の時間帯
- JNNニュースデスク
  - JNNニュースデスク'88・'89
- ネットワークJNN
- JNNニュース22プライムタイム
- 情報デスクToday
- JNNスポーツ&ニュース